# Mirwais Khan Hotak
Mirwais Khan Hotak (1673- novembre 1715) est un héros national afghan originaire de Kandahar (qui est une ville de l'Afghanistan moderne) qui fonde la dynastie des Hotaki qui dirige la Perse (Iran) de 1722 à 1736.

## Biographie
Mirwais Khan est le chef du clan sunnite des Ghilzai appartenant au groupe ethnique des Pachtounes et maire de la ville de Kandahar. En 1709, il tue Gurgin Khan, le gouverneur géorgien qui dirige la province au nom du Shah de Perse. Mirwais Khan défait victorieusement les Persans, qui voulaient convertir les habitants de l'Afghanistan du sunnisme au chiisme. Le résultat de plusieurs batailles s'achève par la mort de plus de 30 000 soldats et de leurs chefs militaires tués par Mirwais et ses partisans afghans. Mirwais Khan se maintient au pouvoir jusqu'à sa mort en 1715. Son frère Abdul Aziz Hotak lui succède, puis son fils Mir Mahmoud Hotaki deux ans plus tard.
En 1722, Mir Mahmud mène l'armée afghane jusqu'à Isfahan (la capitale de la Perse), saccage la ville et se proclame Shah d'Iran.